# Koreai Tőzsde
A Koreai Tőzsde (hangul: 한국거래소, Hanguk Koreszo, handzsa: 韓國去來所, RR: Hanguk Georaeso; angolul: Korea Exchange, röviden: KRX) Dél-Korea egyetlen tőzsdéje. Központja Puszan, pénzpiaci és felügyeleti irodája Szöulban van. 2005. január 27-én a Koreai Értéktőzsde, a Koreai Határidős Tőzsde és a KOSDAQ tőzsde egyesülésével jött létre, a jogelődnek számító Koreai Értéktőzsdét (akkori néven Tehan Értéktőzsdét) 1956. február 11-én alapították. A rőzsdén értékpapírokkal, származtatott ügyletekkel, részvényekkel és részvényopciókkal, kötvényekkel, részvényindexekkel és határidős révényindexekkel kereskednek.